# Флоримон-Клод дьо Мерси-Арженто
Флоримон-Клод, граф Дьо Мерси-Арженто (на френски: Florimond-Claude, comte de Mercy-Argenteau, 20 април 1727 – 25 август 1794) е аристократ и дипломат от белгийски произход на служба при австрийския императорски двор.

## Биография
Роден в Лиеж на 20 април 1727, Флоримон-Клод е син на фелдмаршал граф Антоан дьо Мерси-Арженто (Дом Лотарингия).
Постъпва на дипломатическа служба във Виена и заминава за Париж с мисията на граф Кауниц. Бил е австрийски пълномощен министър в Торино и Санкт Петербург, а от 1766 и в Париж, където работи за укрепването на австро-френския съюз, сключен през 1770 чрез брака на френския дофин Луи и австрийката ерцхерцогиня Мария-Антоанета. След като Луи XVI заема френския престол, граф Дьо Мерси-Арженто става един от най-влиятелните хора във френския двор, близък довереник на кралицата и информатор на майка ѝ във Виена. Остава в Париж и в смутните години, предхождащи революцията, като оказва ценна помощ на последните финансови министри на Луи XVI – Некер и Дьо Бриен.
През 1792 г. Флоримон-Клод става генерал-губенатор на Австрийска Нидерландия, където се доказва като добър държавник. Подкрепя активно плановете на Австрия за война срещу Франция след избухването на революцията. През юли 1794 г. е назначен за австрийски посланик в Лондон, но умира само няколко дни след пристигането си в английската столица.